# Kyle Bekker
Kyle Bekker est un joueur international canadien de soccer né le 2 septembre 1990 à Oakville en Ontario. Il évolue au poste de milieu de terrain avec le Forge FC en Première ligue canadienne.

## Biographie

### Jeunesse et formation
Kyle Bekker est un jeune joueur canadien prometteur qui évolue en NCAA alors qu'il est étudiant au Boston College. Durant l'été 2011, il s'entraîne avec le Toronto FC. L'été suivant c'est avec l'Impact de Montréal puis avec les Sounders de Seattle qu'il s'entraîne. En décembre 2012, il réalise un essai non concluant avec Crystal Palace.

### Premières saisons en MLS
Il s'inscrit finalement à la MLS SuperDraft 2013. Il est repêché par le Toronto FC en troisième position.
Le 21 janvier 2015 Bekker est transféré au FC Dallas en retour d'une allocation monétaire.
Le 15 juillet 2015, Kyle Bekker est échangé à l'Impact de Montréal contre le malien Bakary Soumaré.

### Passage en deuxième division
Peu utilisé par Frank Klopas puis Mauro Biello, son contrat n'est pas renouvelé à l'issue de la saison 2016 et il signe alors en faveur de la franchise d'expansion de NASL des Deltas de San Francisco en février 2017.

## Palmarès
Toronto FC
- Finaliste du Championnat canadien en 2014

 Deltas de San Francisco
- Vainqueur du NASL Soccer Bowl en 2017

 Forge FC
- Champion de Première ligue canadienne en 2019, 2020 et 2022
- Finaliste de Première ligue canadienne en 2021
- Finaliste du Championnat canadien en 2020